# Tiago Araújo
Tiago Filipe Alves Araújo (Póvoa de Varzim, 27 maart 2001) is een Portugees voetballer die sinds 2024 uitkomt voor KAA Gent.

## Clubcarrière
Araújo sloot zich in 2013 aan bij de jeugdopleiding van SL Benfica, dat hem destijds overnam van CB Póvoa Lanhoso. In het seizoen 2019/20 verloor Araújo met het U19-elftal van Benfica de finale van de UEFA Youth League. Araújo leverde in de finale tegen Real Madrid de assist af voor de 2-3-aansluitingstreffer van Gonçalo Ramos. Araújo scoorde dat seizoen twee doelpunten in de UEFA Youth League: in de eerste groepswedstrijd tegen RB Leipzig scoorde hij als invaller de winnende 2-1, in de halve finale tegen AFC Ajax (0-3-zege) opende hij de score.
In het seizoen 2020/21 stroomde hij door naar het beloftenelftal van de club, dat toen uitkwam in de Liga Portugal 2. Op 21 november 2020 maakte hij zijn officiële debuut voor het eerste elftal van de club: in de bekerwedstrijd tegen USC Paredes (0-1-zege) liet trainer Jorge Jesus hem in de 69e minuut invallen. Kort daarop werd zijn contract opengebroken tot 2025.
In augustus 2021 speelde Araújo twee competitieduels voor Benfica B, alvorens in diezelfde maand voor één seizoen aan eersteklasser FC Arouca te worden uitgeleend. Een jaar later liet Benfica hem definitief vertrekken naar eersteklasser GD Estoril-Praia.  Met Estoril bereikte hij in het seizoen 2023/24 de finale van de Taça da Liga. In de finale tegen SC Braga op 27 januari 2024 miste Araújo in de strafschoppenserie de beslissende strafschop.
In augustus 2024 ondertekende Araújo een vierjarig contract bij de Belgische eersteklasser KAA Gent.

## Clubstatistieken
| Seizoen         | Club             | Land              | Competitie      | Competitie | Competitie | Beker | Beker | Supercup | Supercup | Europees | Europees | Totaal | Totaal |
| Seizoen         | Club             | Land              | Competitie      | Wed.       | Dlp.       | Wed.  | Dlp.  | Wed.     | Dlp.     | Wed.     | Dlp.     | Wed.   | Dlp.   |
| --------------- | ---------------- | ----------------- | --------------- | ---------- | ---------- | ----- | ----- | -------- | -------- | -------- | -------- | ------ | ------ |
| 2020/21         | SL Benfica B     | Vlag van Portugal | Liga Portugal 2 | 23         | 2          | —     | —     | —        | —        | —        | —        | 23     | 2      |
| 2020/21         | SL Benfica       | Vlag van Portugal | Primeira Liga   | 0          | 0          | 1     | 0     | 0        | 0        | 0        | 0        | 1      | 0      |
| 2021/22         | SL Benfica B     | Vlag van Portugal | Liga Portugal 2 | 2          | 0          | —     | —     | —        | —        | —        | —        | 2      | 0      |
| 2021/22         | → FC Arouca      | Vlag van Portugal | Primeira Liga   | 15         | 0          | 1     | 0     | —        | —        | —        | —        | 16     | 0      |
| 2022/23         | GD Estoril-Praia | Vlag van Portugal | Primeira Liga   | 25         | 1          | 5     | 0     | —        | —        | —        | —        | 30     | 1      |
| 2023/24         | GD Estoril-Praia | Vlag van Portugal | Primeira Liga   | 29         | 2          | 9     | 1     | —        | —        | —        | —        | 38     | 3      |
| 2024/25         | KAA Gent         | Vlag van België   | Eerste klasse A | 5          | 0          | 1     | 0     | —        | —        | 2        | 0        | 8      | 0      |
| Carrière totaal | Carrière totaal  | Carrière totaal   | Carrière totaal | 99         | 5          | 17    | 1     | 0        | 0        | 2        | 0        | 118    | 6      |

Bijgewerkt op 4 november 2024.

## Interlandcarrière
Araújo debuteerde in 2017 als Portugees jeugdinternational.